# Giuseppe Ayroldi
Giuseppe Ayroldi (Ostuni, 10 luglio 1895 – 15 ottobre 1962) è stato un politico italiano.